# Campo Santa Margherita
O Campo Santa Margherita é um campo de Veneza.
A sua forma atual data da segunda metade do século XIX, e foi obtida com o enterro de vários rios que aí confluíam. O nome tem origem na antiga igreja de Santa Margarida, demolida em 1810. No campo observam-se campanários e interessantes exemplos de casas venezianas dos séculos XIV e XV.
No lado ocidental, podem ver-se pequenos palácios de estilo bizantino e gótico, destacando-se o palácio Foscolo-Corner.
A praça é animada à noite por jovens da universidade vizinha (IUAV) e da Universidade de Veneza, bem como das escolas próximas.
A sua proximidade com a Estação de Veneza Santa Lucia, com a Piazzale Roma (estação de autocarros) e os mais importantes monumentos e museus da cidade, faz do campo um nó importante da cidade.